# 주변기기

사용자 인터페이스의 주변기기.

주변기기(영어: peripheral 또는 peripheral device)는 컴퓨터나 비디오 게임기 등의 전자 제품의 본체에 유·무선으로 연결해 사용하는 기기이다. 컴퓨터 본체와 주변기기와 사이에서 데이터, 제어신호 등을 서로 주고 받는다. 시대가 바뀜에 따라 선택 사항이었던 기기가 본체에 표준 장비로 포함되기 때문에 확실한 정의는 아니다.

## 개인용 컴퓨터의 주변기기
개인용 컴퓨터의 주변기기는 다음과 같다.
- 보조기억장치
  - 플로피 디스크 드라이브
  - 하드 디스크 드라이브
  - 광학 자기 디스크 드라이브
  - CD-ROM 드라이브
  - DVD-ROM 드라이브
- 입력 기기
  - 키보드
  - 마우스
  - 이미지 스캐너
  - 그래픽 태블릿
- 출력 장치
  - 디스플레이
  - 프린터
- 통신 기기
  - 모뎀
  - 라우터

### 포트 접속
- 프린터 - 병렬 포트
- 모뎀 - 직렬 포트 (RS-232)
- 마우스 - 마우스 포트(또는 직렬 포트)
- 하드 디스크, CD-ROM, 이미지 스캐너 등 - SCSI 포트

## 현재의 주변기기 사용
현대에는 USB나 IEEE 1394에 연결할 수 있는 주변기기가 일반화되어 있다.
실제로 이러한 주변기기(특히 프린터나 이미지 스캐너 등, 표준화되어 있지 않은 입출력 기기)를 사용하기 위해서는 각각의 주변기기에 맞는 장치 드라이버(보통 주변기기를 구입할 때 포함되어 있다)의 설치나, 경우에 따라서는 환경 설정(프린터의 용지 크기나 인쇄 방식 등)이 필요한 경우가 많다.

## 같이 보기
- PC 카드